# Euphorbia cossoniana
Euphorbia cossoniana là một loài thực vật có hoa trong họ Đại kích. Loài này được Boiss. mô tả khoa học đầu tiên năm 1862.